# Pleroma quartzophilum
Pleroma quartzophilum é uma espécie de planta do gênero Pleroma e da família Melastomataceae.
Esta espécies é caracterizada pela posição peculiar da inflorescência, que a aproxima de Pleroma axillare (Cogn.) P.J.F.Guim. & Michelang., e desta diferenciando-se quanto a pilosidade das folhas, filetes e comprimento das lacínias.

## Taxonomia
A espécie foi descrita em 2019 por Paulo José Fernandes Guimarães e Fabián A. Michelangeli.
O seguinte sinônimo já foi catalogado:  
- Tibouchina quartzophila  Brade

## Forma de vida
É uma espécie terrícola e arbustiva.

## Descrição
Arbusto de 1-1,5 metros; ramos subcilíndricos, seríceos. Possui pecíolo de 0,3-0,6 centímetros de comprimento; lâmina com face adaxial com tricomas escabros entre as nervuras, face abaxial serícea. Ela tem flores pediceladas, axilares ou em dicássios, pedicelo com 4-6 milímetros de comprimento. Bractéolas lanceoladas, seríceas na face superior; hipanto tubuloso, seríceo; lacínias anceoladas, seríceas na porção mediana; pétala branca; estames com tricomas glandulares na porção inferior; filetes dos estames antepétalos com cerca de 0,7 centímetros de comprimento, tecas com cerca de 0,7 centímetros, conectivos com cerca de 1,8 milímetros prolongados abaixo das tecas; filetes dos estames antessépalos com cerca de 0,6 centímetros de comprimento, tecas com cerca.
| Folha            | Folha     |
| ---------------- | --------- |
| nervura          | 3         |
| pecíolo          | peciolada |
| Flor             |           |
| bráctea          | 2         |
| filete do estame | piloso    |

## Conservação
A espécie faz parte da Lista Vermelha das espécies ameaçadas do estado do Espírito Santo, no sudeste do Brasil. A lista foi publicada em 13 de junho de 2005 por intermédio do decreto estadual nº 1.499-R.

## Distribuição
A espécie é encontrada no estado brasileiro de Espírito Santo.
Em termos ecológicos, é encontrada no domínio fitogeográfico de Mata Atlântica, em regiões com vegetação de floresta ombrófila pluvial.